# Tom DeLay
Thomas Dale DeLay (Laredo (Texas), 8 april 1947) is een Amerikaans politicus. Hij was tussen 1985 en 2006 lid van het Amerikaanse Huis van Afgevaardigden voor de Republikeinse Partij, en bekleedde in de periode 2002-2005 het ambt van House Majority Leader, het leiderschap van de grootste partij binnen het Huis van Afgevaardigden.
Op 28 september 2005 werd DeLay door een Texaanse grand jury aangeklaagd voor criminele samenzwering. DeLay wordt er onder meer van beschuldigd onrechtmatig campagnegelden verkregen te hebben met het politieke actiecomité Texans for a Republican Majority. Daarop heeft DeLay (tijdelijk) de positie van House Majority Leader opgegeven (de regels van zijn partij schrijven dit voor voor politici die in staat van beschuldiging zijn gesteld). Hij werd op 21 oktober 2005 voor het eerst voorgeleid aan een rechtbank in Austin, Texas. Op 24 november 2010 werd hij door een jury schuldig bevonden; ruim twee weken later werd hij veroordeeld tot een gevangenisstraf van drie jaar. Direct na de uitspraak van de jury kondigde DeLays advocaat al aan in hoger beroep te gaan.
Begin 2006 gaven medepartijleden van DeLay aan dat ze verkiezingen wilden houden voor de positie van House Majority Leader. Daaropvolgend liet DeLay weten zich niet verkiesbaar te stellen.
Op 3 april 2006 liet DeLay weten dat hij zal opstappen uit het Huis van Afgevaardigden en zich niet meer herverkiesbaar te stellen. Hij verliet het Huis op 9 juni 2006.
Nadat hij uit het Congres vertrokken was publiceerde DeLay een politieke biografie getiteld No Retreat, No Surrender: One American's Fight. Hij trad ook op in het negende seizoen van Dancing with the Stars, waarin bekende Amerikanen aan een dansleraar worden gekoppeld. DeLay was ook een van de meest prominente Republikeinen die de Birther-theorie steunden, namelijk dat Barack Obama niet in de Verenigde Staten was geboren, omdat hij geen geboortecertificaat kon tonen. Als Obama daadwerkelijk niet in de VS geboren zou zijn kon hij geen president worden.
- Gemeinsame Normdatei: 130256927
- International Standard Name Identifier: 0000 0000 5542 7192
- Library of Congress Control Number: n97062273
- Nationale Bibliotheek van Tsjechië: js20051010037
- SNAC: w6mt1bdk
- Système universitaire de documentation: 090214781
- Biographical Directory of the United States Congress: D000217
- Virtual International Authority File: 1114395
- WorldCat: E39PBJvxycGrYv9rJh63rg4Dv3